# Derby Day
Derby Day è un cortometraggio comico muto del 1923 diretto da Robert F. McGowan, sceneggiato e prodotto da Hal Roach. Il film è uno dei 221 episodi delle Simpatiche canaglie.

La pellicola è stata distribuita il 18 novembre 1923.

## Trama
Il padre di Mary è divenuto un importante gestore di un'accademia di equitazione dove si organizzano delle corse. Joe, con Farina e tutta la bande delle "simpatiche canaglie" decide di andare a vedere le prove generali e successivamente l'intera banda ha un'idea. Perché non partecipare anche loro alle corse? Però i ragazzi dispettosi anziché usare i cavalli entreranno in gara in groppa a somarelli, mucche, vitelli e tricicli.

## Produzione
Il film fu prodotto dalla Hal Roach Studios. Venne girato dal 18 luglio 1923 al 13 agosto 1923.

## Distribuzione
Distribuito dalla Pathé Exchange, il film uscì nelle sale cinematografiche USA il 23 novembre 1923.
È stato distribuito in video dalla Grapevine Video e in Laserdisc dalla MGM/UA Home Entertainment.